# Cliffortia prionota
Cliffortia prionota är en rosväxtart som beskrevs av C.Whitehouse. Cliffortia prionota ingår i släktet Cliffortia och familjen rosväxter. Inga underarter finns listade i Catalogue of Life.